# Il commissario Nardone
Il commissario Nardone è una serie televisiva italiana ambientata in Italia negli anni seguenti alla seconda guerra mondiale che racconta la vera storia del commissario Mario Nardone, interpretato da Sergio Assisi.
Al fine di trovare le atmosfere e i luoghi compatibili con l'Italia del primissimo dopoguerra, anche evitando l'onere finanziario derivante dal doverli ricostruire scenograficamente nei teatri di posa, la quasi totalità delle riprese esterne e buona parte di quelle interne furono girate in Serbia. Per questo motivo buona parte degli attori generici e dei figuranti che recitano nella serie sono di nazionalità serba.

## Trama
Il commissario Mario Nardone, originario della provincia di Avellino, viene trasferito da Monza a Milano subito dopo la fine della seconda guerra mondiale a causa di dissidi insanabili con i suoi superiori. Nardone si ambienta subito nel capoluogo lombardo, città vogliosa di rinascita e di riscatto. Dal carattere puntiglioso, Nardone pretende massimo impegno da parte dei suoi collaboratori: così ben presto Muraro, Rizzo, Spitz e Suderghi si convertiranno da uomini sottovalutati a grandi poliziotti. Nardone con loro dà vita a quella che diventerà la Squadra mobile. 
Le gesta di Nardone e della sua squadra sono immortalate da Trapani, fotoreporter de La Notte, tramite la squadra di polizia e l'opinione pubblica, e via via sempre più amico dello stesso Nardone. Lo stesso fotografo è la voce narrante della serie.
L'amicizia con Flò, la prostituta più nota della città, donna di intrigante bellezza, introduce Nardone nei lati oscuri e negli intrighi di Milano. Flò stringerà con Nardone un rapporto insolito ma molto sincero e si rivelerà utilissima nelle indagini.
A Milano Nardone trova anche l'amore: Eliana, ragazza indipendente e determinata, amministratrice di una ditta di distribuzione di farmaci, instaura con il commissario una relazione profonda che lo porterà a cimentarsi anche nella vita coniugale.
Milano però, oltre che di speranza, è piena anche di criminali: oltre ai piccoli furti a cui è costretta la gente comune per mera sopravvivenza o per pagarsi farmaci e alimenti, trova terreno fertile la malavita capeggiata da Bosso, killer abile e spietato, che diventerà il nemico numero uno del commissario Nardone.

## Episodi
| Stagione       | Episodi | Prima TV Italia |
| -------------- | ------- | --------------- |
| Prima stagione | 12      | 2012            |

## Personaggi e interpreti
- Mario Nardone, interpretato da Sergio Assisi.
Il commissario Mario Nardone è nato nell'avellinese. All'età di trent'anni viene trasferito a Milano. Qui, ambientatosi subito, inizia a lavorare puntando al rinnovamento dei metodi di indagine e della stessa Polizia, basando il suo lavoro sulla deontologia e il rispetto. Crea una sua squadra mobile, selezionando poliziotti sulle cui potenzialità nessuno avrebbe puntato. A Milano si innamora di Eliana, una donna indipendente che gli darà del filo da torcere, ma non riesce a trovare un caffè buono come quello delle sue parti.

- Eliana, interpretata da Giorgia Surina.
 È una donna forte e indipendente, molto diversa dalle precedenti fiamme di Nardone, anche se egli se ne innamorerà subito. Eliana lavora nell'amministrazione di una ditta milanese che distribuisce medicinali. Anche da moglie e madre rimarrà una donna indipendente; questa indipendenza però non sarà sempre gradita da Nardone.

- Flò, interpretata da Anna Safroncik.
 È la prostituta più famosa di Milano. Inizia questa seconda vita dopo la morte del marito nella campagna di Russia. Da lei passano tutti gli uomini più importanti e ricchi della città, ma anche i criminali che, dopo aver portato a segno un colpo, vanno a festeggiare da lei. Darà al commissario Nardone molte informazioni, che gli saranno utili per portare a termine le indagini. Tra i due nasce una grande fiducia reciproca.

- Corrado Muraro, interpretato da Luigi Di Fiore.
 All'inizio sembra un poliziotto che non vuole avere niente a che fare con il commissario Mario Nardone. Successivamente i due troveranno un grande affiatamento: Muraro è il primo ad entrare nella squadra mobile di Nardone. Prestante e di poche parole, è un poliziotto che fa capire subito a chi si trova davanti che con lui non si deve scherzare, e questo lo rende molto temuto.

- Peppino Rizzo, interpretato da Ludovico Vitrano.
 Nato a Palermo, è pigro e molto timido. Arrivato a Milano, inizia a lavorare all'Economato della Questura, un posto tranquillo che gli permette di studiare per la laurea in Giurisprudenza. Viene subito notato per la sua incredibile memoria dal commissario Nardone, che lo vuole nella sua squadra mobile. Egli è prima un po' recalcitrante, poi accetterà e ne farà parte.

- Enrico Spitz, interpretato da Francesco Zecca.
 Ebreo, è sopravvissuto a Mauthausen dove è stato deportato insieme alla sua famiglia. Anche per questo prova avversione per l'ex repubblichino Suderghi. È un grande esperto di polizia scientifica, subito notato e valorizzato dal commissario Nardone. Spesso Spitz è costretto ad inventarsi degli strumenti di lavoro, dato che la scientifica non è vista di buon occhio. Inizierà un'indagine tutta sua, per cercare coloro che hanno denunciato la sua famiglia ai tedeschi.

- Sergio Suderghi, interpretato da Stefano Dionisi.
 È un uomo d'azione, che ottiene ciò che vuole senza troppi giri di parole; è forte e riesce sempre a cavarsela. Aderisce alla Repubblica di Saló  più per rabbia che per convinzione ideologica. Ha due punti deboli: la droga e le donne; infatti si innamora di Flò. Molto bravo con le armi e le auto, proprio grazie a queste capacità viene scelto dal commissario Nardone per far parte della squadra mobile.

- Questore Ossola, interpretato da Franco Castellano.
 È un opportunista: alla deontologia e alla giustizia preferisce la carriera, adattandosi secondo le convenienze. Cura molto la sua immagine pubblica e cerca di restare in buoni rapporti con i giornalisti. Il commissario Nardone, con il suo carattere impulsivo e con la sua sete di giustizia sarà per Ossola una brutta gatta da pelare.